# ماهیچه راست بالایی
ماهیچه راست بالایی (انگلیسی: Superior rectus muscle) از ماهیچه‌های چشم است.
عضله راست بالایی قرنیه چشم را به طرف بالا و داخل می‌برد (حول محور افقی داخلی - خارجی و محور عمودی) و همچنین کره چشم را به طرف بینی می‌پیچاند (حول محور افقی جلو به عقب)و

## نگارخانه

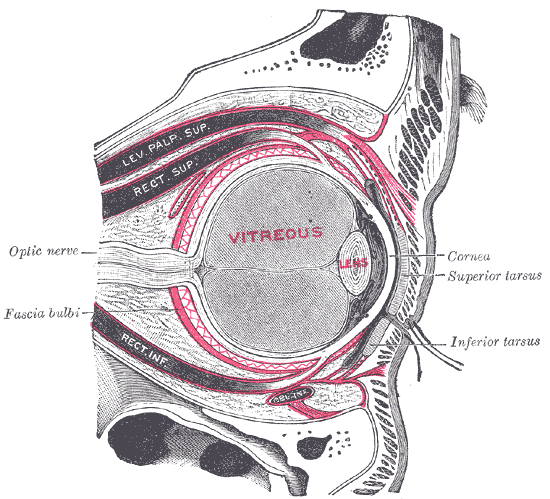
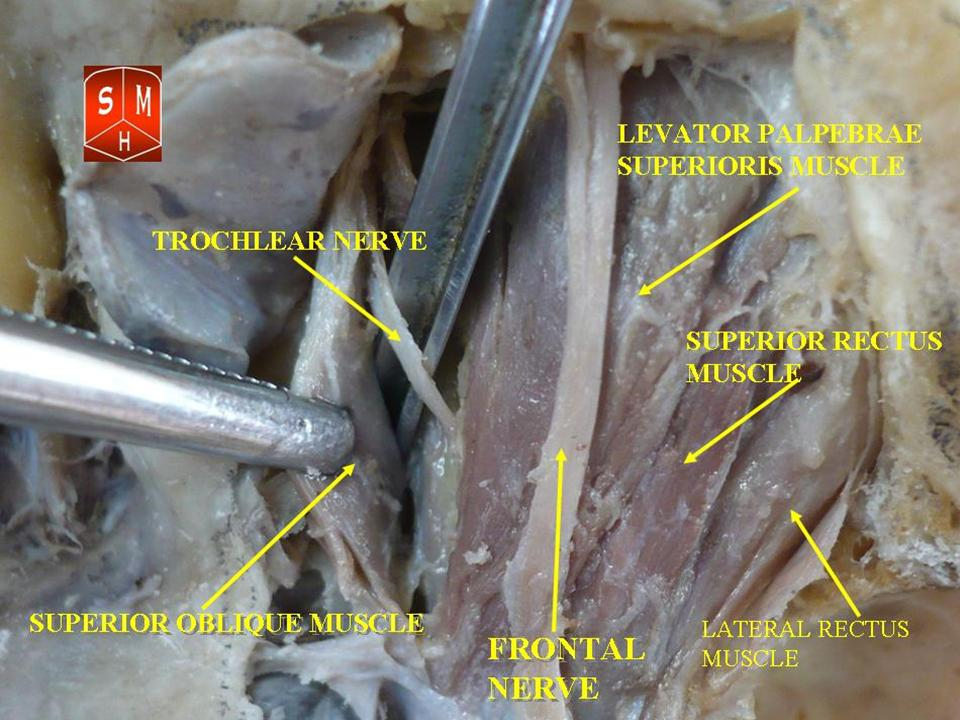
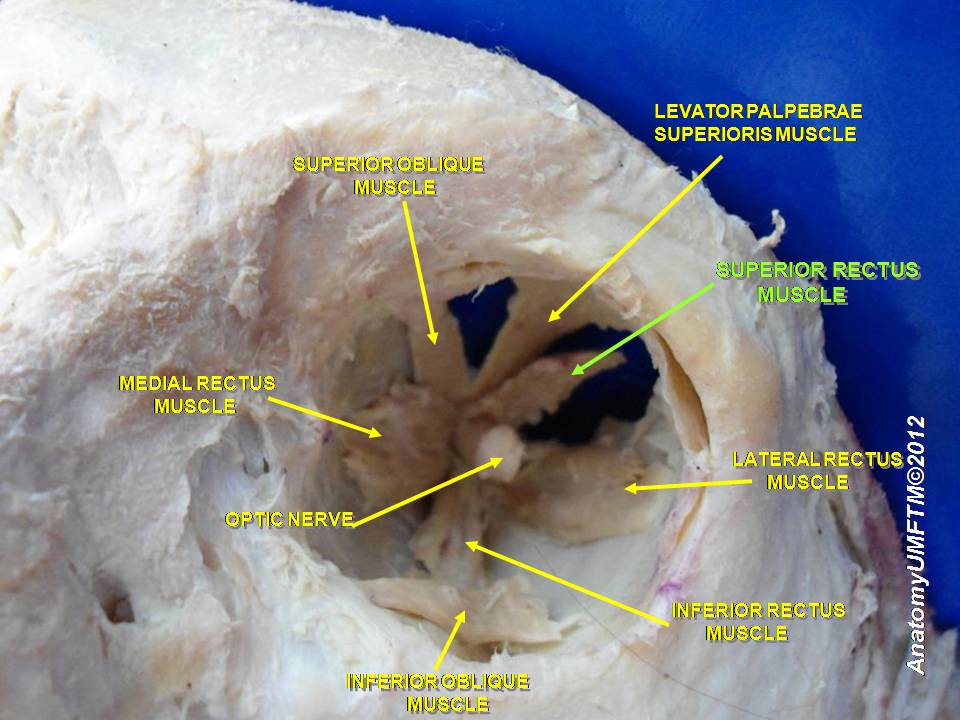
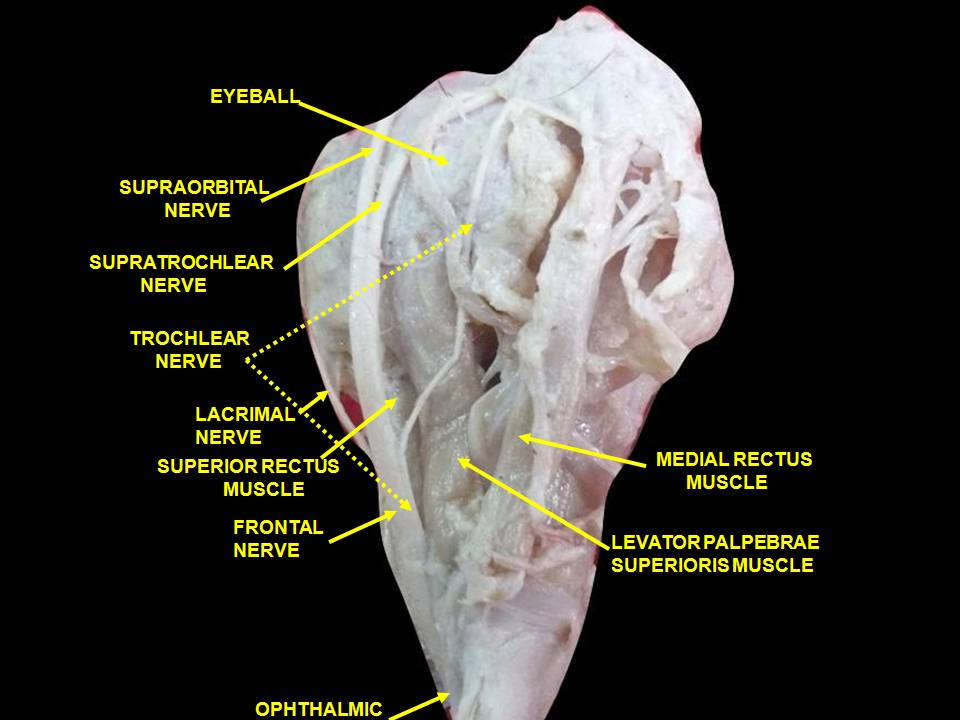
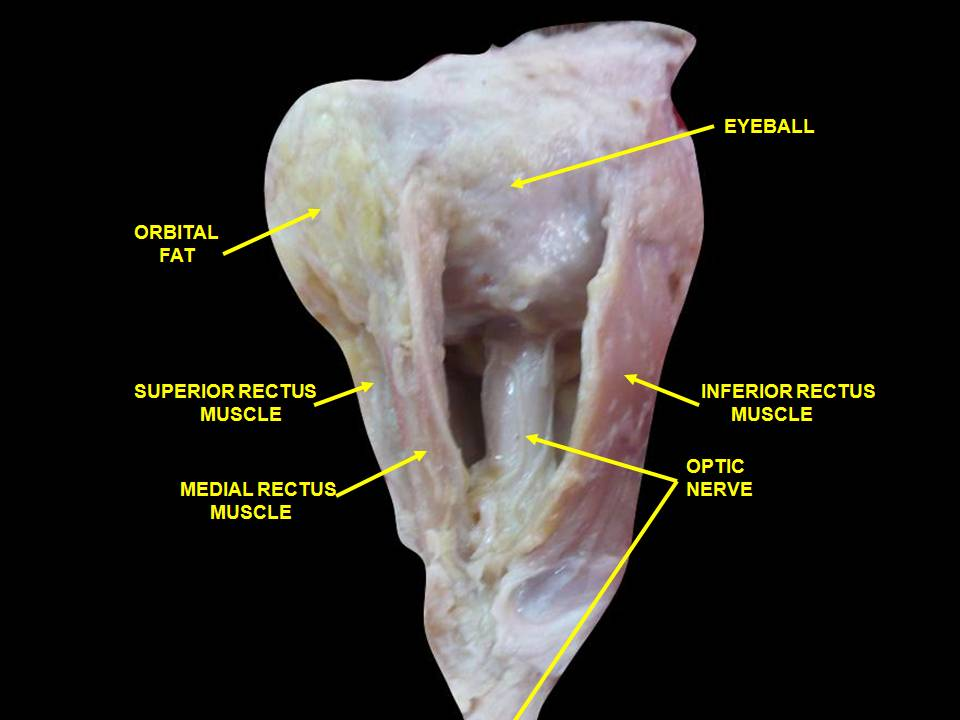
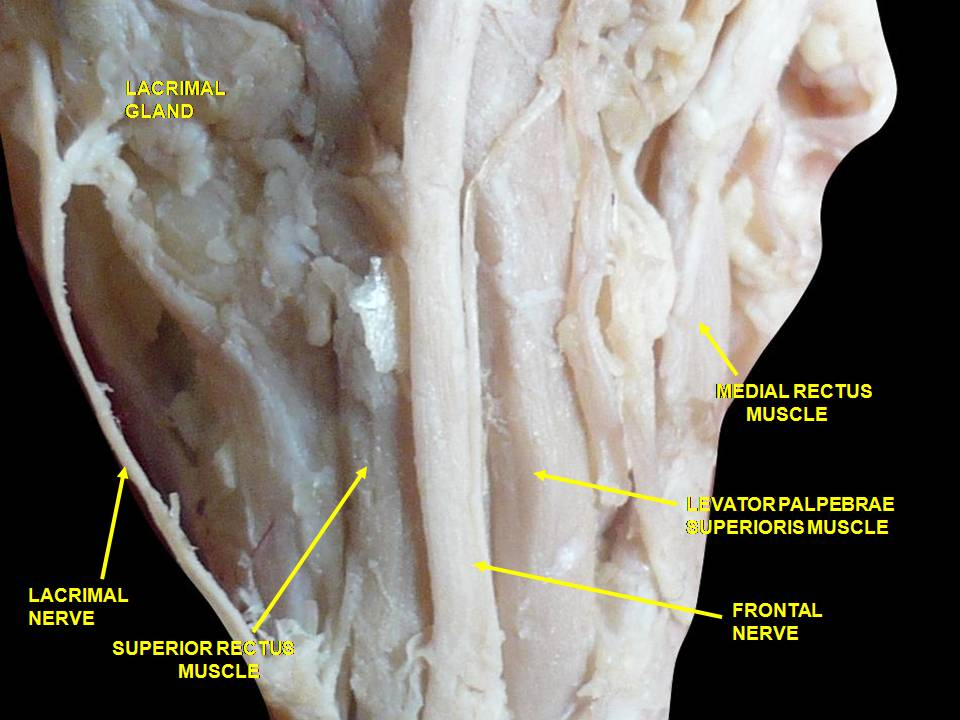
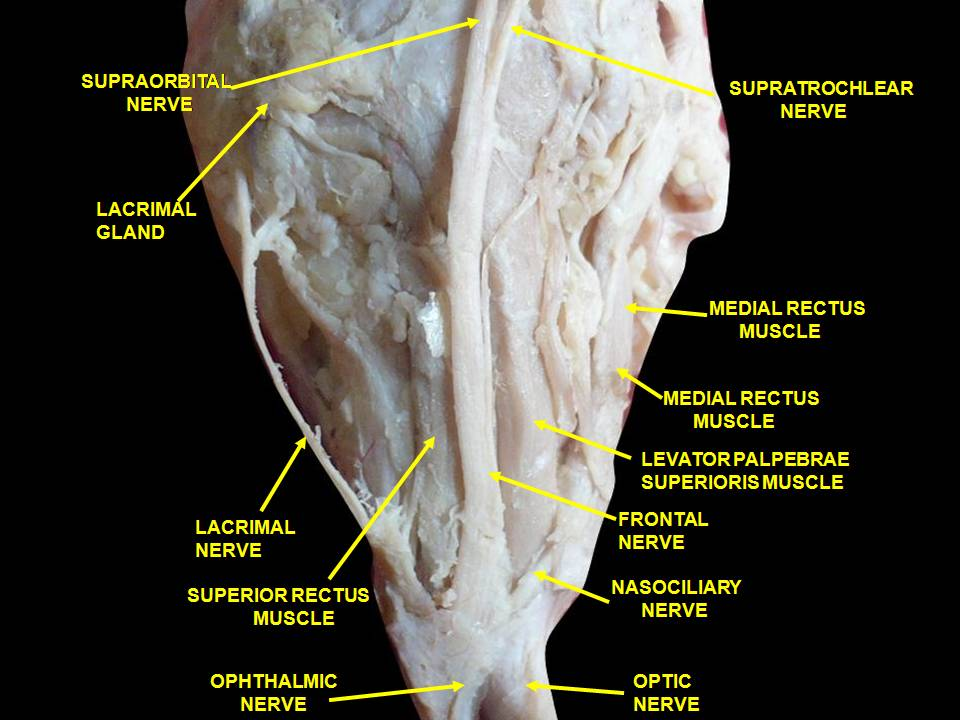
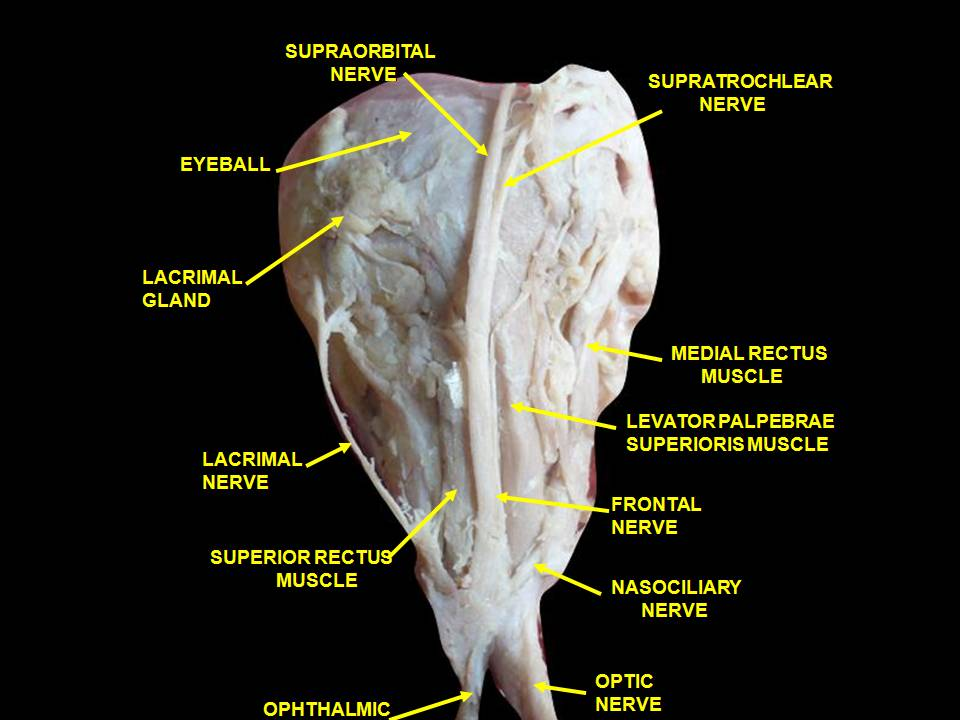
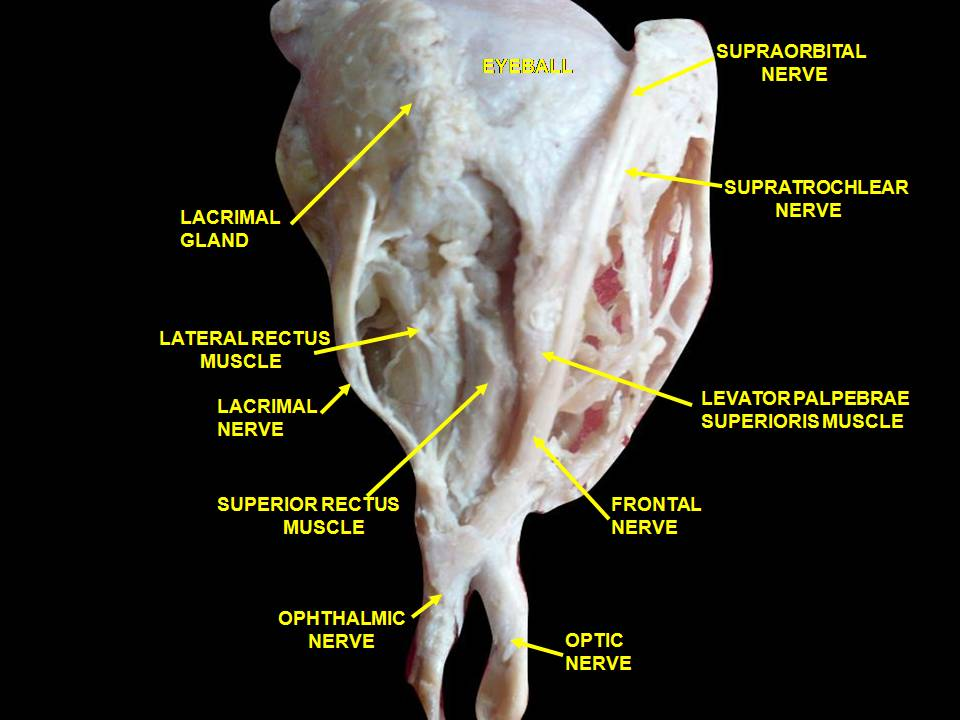
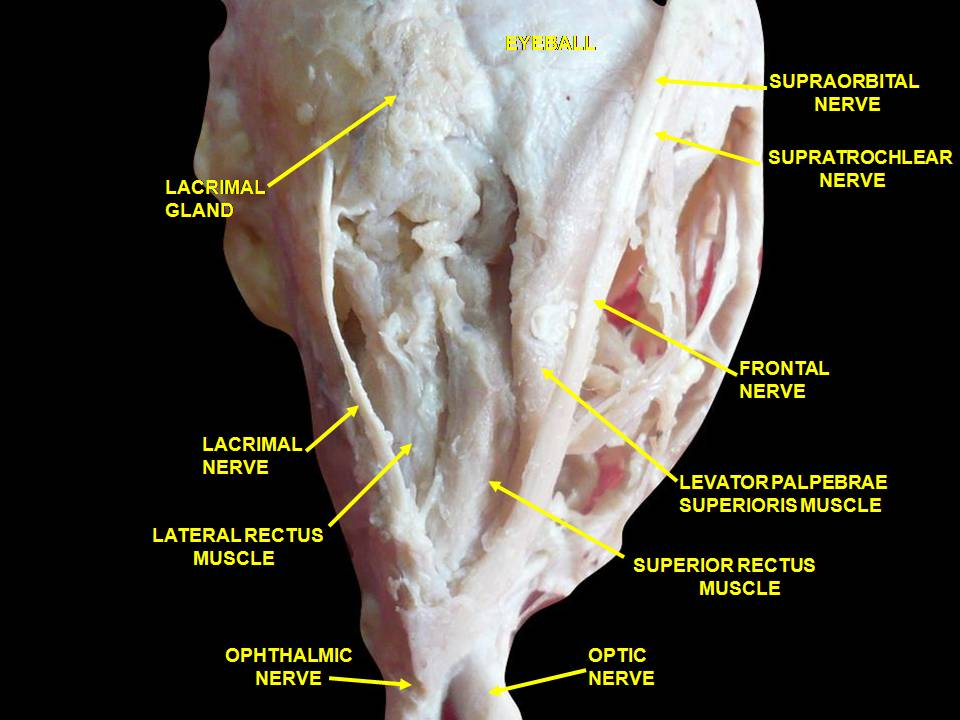
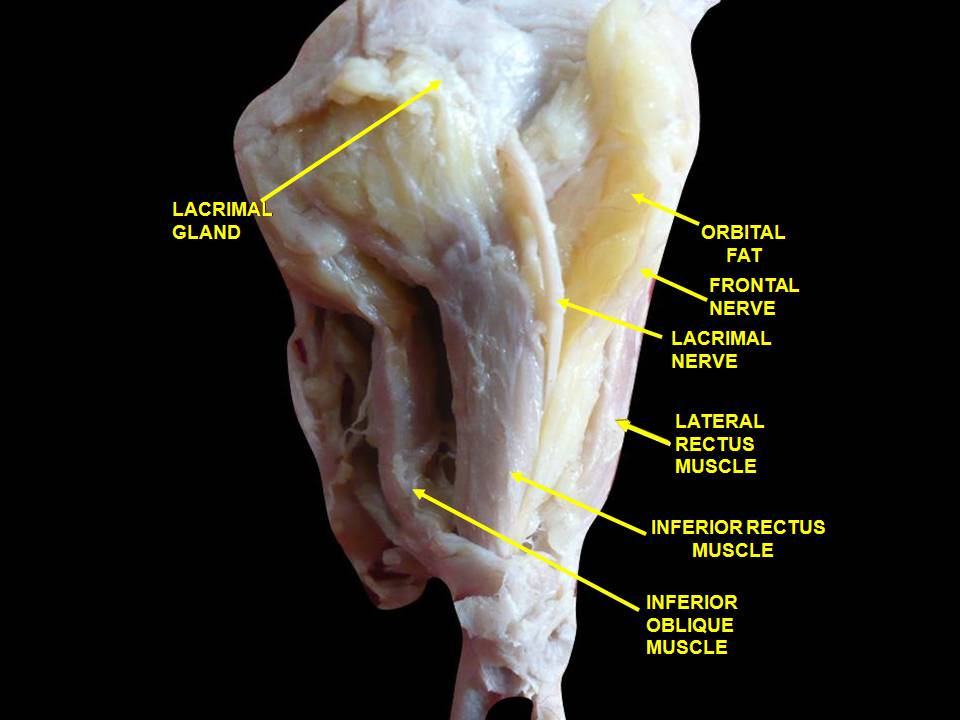